# Dvorac Tenczyn
Dvorac Tenczyn (polj.: Zamek Tenczyn) je dvorac u poljskom selu Rudnom pored Krakova. Gradnja je započeta u 14. stoljeću, dovršena u 15. stoljeću, i to kao sjedište obitelji Tęczyński. Nalazi na ugašenom vulkanu, a danas je u ruševnom stanju.

## Vanjske poveznice
- zamkijurajskie.pl - Dvorac Tenczyn